# Parocneria iranica
Parocneria iranica är en fjärilsart som beskrevs av Brandt 1938. Parocneria iranica ingår i släktet Parocneria och familjen tofsspinnare. Inga underarter finns listade i Catalogue of Life.